# Farerskie partie polityczne
Podobnie jak we wszystkich terytoriach, na których dominuje demokracja parlamentarna, kierujących się zasadą pluralizmu politycznego, tak i na Wyspach Owczych istnieje wiele partii politycznych, starających się o zdobycie jak największej liczby miejsc w lokalnym parlamencie, zwanym Løgting.

## Rys historyczny
Choć przywrócenie autonomii politycznej odebranej archipelagowi w 1816 nastąpiło dopiero w roku 1946, parlament, choć o bardzo ograniczonych funkcjach, stale istniał. Pierwsze ugrupowania zaczęły tworzyć się już na początku XX wieku. Wytworzyły się wtedy dwa, stojące po dwóch stronach farerskiej sceny politycznej, która poza tradycyjnym podziałem na lewicę i prawicę jest podzielona jeszcze ze względu na punkt widzenia względem związków z Danią. Były to: Partia Unii (far. Sambandsflokkurin), stojąca po prawej stronie sceny politycznej, opowiadająca się za uściśleniem związków z Królestwem oraz Partia Niepodległościowa (far. Sjálvstýrisflokkurin), chcąca odłączenia się od Danii i opowiadająca się po lewicy. Pierwsza z nich utworzyła się w 1906 roku, druga oficjalnie została zarejestrowana trzy lata później, jednak już wtedy brała udział w wyborach, jako ugrupowanie nieformalne.
Partia Niepodległościowa stale pozostawała w opozycji do rządzącej Partii Unii, nie licząc okresu 1916–18 oraz okresami, kiedy oba ugrupowania zdobyły jednakową liczbę mandatów poselskich. Sytuacja zaczęła się zmieniać, kiedy w 1925 na scenę polityczną weszła Partia Socjaldemokratyczna (far. Javnaðarflokkurin), będąca lewicową partią, opowiadającą się za unią z Danią, jednak nie tak radykalnie, jak czyni to Partia Unii. Nowa partia w przeciągu następnych dwudziestu lat zyskała wielu zwolenników, w dużej mierze kosztem Partii Niepodległościowej.
Kolejną reprezentacja osób opowiadających się za niepodległością Wysp Owczych, pojawiła się w 1948 roku, kiedy do skutku dochodziło referendum o pozostaniu archipelagu w ramach Królestwa Duńskiego. "Za" opowiedziało się ledwie 161 głosów więcej niż "przeciw", jednak świeżo powstała Partia Republikańska (far. Tjóðveldisflokkurin) poniosła porażkę. Powoli jednak od tamtej pory zaczęła zdobywać poparcie, stając się z czasem jedną z głównych sił politycznych na archipelagu.
Mniej skrajną opcją niepodległościową stała się w 1940 roku Partia Ludowa (far. Fólkaflokkurin), będąca pierwszym ugrupowaniem konserwatywnym. Partia ta również szybko zdobyła sobie popularność, kosztem Partii Niepodległościowej. Do roku 1948 wykształciły się więc główne ugrupowania polityczne, stanowiące obecnie główną siłę w farerskim parlamencie.
Najmłodsza partią, która obecnie posiada miejsca w Løgtingu jest Partia Centrum (far. Miðflokkurin), założona w roku 1992.
Prócz tych głównych partii przez farerską scenę polityczną przewinęło się kilka innych, mniej znaczących ugrupowań. Pierwszym była Partia Biznesowa (far. Vinnuflokkurin), która wzięła jednorazowo udział w wyborach w 1936 roku, kiedy zdobyła 8,1% głosów i dwa miejsca w parlamencie. Wcześniej, w 1932 w wyborach wzięła jeszcze udział Partia Separatystyczna (far. Loysingarflokkurin), jednak zdobyła tylko 14 głosów i nie mogła liczyć na żadne korzyści z tego wyniku. Politycy tego ugrupowania brali jeszcze udział w wyborach w 1940 roku, ale pomimo nieco bardziej korzystnego rezultatu również nie odnieśli sukcesu.
Na dłuższy czas pojawiła się jeszcze Partia Postępu (far. Framburðsflokkurin), działająca w okresie 1958–98, która zdobywała od jednego do dwóch głosów w wyborach, by w 1998, nie zdobyć ani jednego i ostatecznie się rozpaść. W 1988 udział w wyborach wzięła także Partia Progresywna (far. Framsóknarflokkurin), ale nie odniosła sukcesu. Dwa lata później Partia Socjalistyczno-Separatystyczna (far. Sosialitiski Loysingarflokkurin) zdobyła 666 głosów, co wspomina w swoim utworze zespół punkrockowy 200.
W 1994 kolejne dwie nowo utworzone partie nie zdobyły wystarczającej liczby głosów i pozostały poza parlamentem, by do tej pory nie wziąć udziału w żadnych następnych wyborach. Były to: Ruch Wolnościowy (far. Frælsisfylkingin) i Partia Farerska (far. Hin Føroyski Flokkurin). Wtedy też, na okres dwóch wyborów pojawił się Ruch Robotniczy (far. Verkmannafylkingin), który w 1994 zdobył trzy miejsca w parlamencie, jednak w 1998 poniósł sromotną porażkę, wycofując się z polityki.
W 2004 roku pojawiła się Partia Śmieszna (far. Hin stuttligi flokkurin), nie zdobyła jednak wystarczającego poparcia by dostać się do parlamentu. Cztery lata później w ostatnich wyborach z 2008 stworzone zostało najmłodsze, jak dotąd, ugrupowanie Partia Studencka (far. Miðnámsflokkurin), również jednak nie dostała się do Løgtingu. W 2008 także Farerska Partia Republikańska zmieniła nazwę na Republika (far. Tjóðveldi).

## Partie polityczne

### Partie, które obecnie znajdują się w parlamencie
Obecnie w Løgtingu znajduje się sześć partii politycznych, zajmujących 33 miejsca w tym lokalnym parlamencie. Ostatnie wybory odbyły się 19 stycznia 2008 roku. Tylko jedna z kandydujących partii nie dostała się do parlamentu, była to Partia Studencka. Tymi, które się dostały były:
- Republika (Tjóðveldi) - 8 mandatów, centrolewica, separatyzm,
- Partia Unii (Sambandsflokkurin) - 7 mandatów, prawica, unitaryzm,
- Partia Ludowa (Fólkaflokkurin) - 6 mandatów, prawica, separatyzm,
- Partia Socjaldemokratyczna (Javnaðarflokkurin) - 6 mandatów, centrolewica, unitaryzm,
- Partia Centralna (Miðflokkurin) - 3 mandaty, centroprawica, unitaryzm,
- Partia Niepodległościowa (Sjálvstýrisflokkurin) - 2 mandaty, centrolewica, separatyzm,
- Postęp (Framsókn) - 1 mandat, prawica, separatyzm

### Partie, które istniały w przeszłości
- Partia Separatystyczna (Loysingarflokkurin) - wybory w 1932 (0 mandatów),
- Partia Biznesowa (Vinnuflokkurin) - wybory w 1936 (2 mandaty),
- Partia Postępu (Framburðsflokkurin) - wybory w latach 1958–98 (0-2 mandaty),
- Partia Progresywna (Framsóknarflokkurin) - wybory w 1988 (0 mandatów),
- Partia Socjalistyczno-Separatystyczna (Sosialitiski Loysingarflokkurin) - wybory w 1990 (0 mandatów),
- Ruch Wolnościowy (Frælsisfylkingin) - wybory w 1994 (0 mandatów),
- Partia Farerska - (Hin Føroyski Flokkurin) - wybory w 1994 (0 mandatów),
- Ruch Robotniczy (Verkmannafylkingin) - wybory w 1994 i 1998 (3 i 0 mandatów),
- Partia Śmieszna (Hin stuttligi flokkurin) - wybory w 2004 (0 mandatów),
- Partia Studencka (Miðnámsflokkurin) - wybory w 2008 (0 mandatów),